# Juan Ramón Calabuig Rodrigo
Juan Ramón Calabuig Rodrigo (Villayuso de Cieza, Cantabria, 19 de septiembre de 1955) es un poeta español.

## Biografía
Ramón Calabuig nació en Villayuso de Cieza (Cantabria) y se crio en Rótova (Safor) población donde su padre ejercía de maestro. Estudió magisterio en Teruel y se licenció en Filología Hispánica en la Universidad de Barcelona. Ha trabajado de maestro y de técnico del Servicio de Formación del Profesorado de la Consejería de Educación, Universidades y Empleo de la Generalidad Valenciana. Se jubiló, afectado por la esclerosis lateral amiotrófica (ELA) y residía en Marchuquera (Gandia).

## Obra poética
Ramón ha publicado dos libros de poemas: EntretELA (2020) y SanguijuELA (2022).
El primer poemario, EntretELA recoge los poemas escritos en catalán y en castellano entre 1978 y 2020. Sus versos son testimonio de su vida personal y social. Los últimos años están marcados por el diagnóstico de la esclerosis lateral amiotrófica. En EntretELA Habla de la búsqueda, de la resistencia y de la voluntad de no ser un enfermo sino de una persona que convive con la enfermedad
Este primer libro se presentó el 19 de junio en Rótova y el 25 de junio de 2020 en el Centro Social de Marxuquera (Gandia). En SanguijuELA también recoge poemas escritos en catalán y en castellano, en esta obra agrupados en torno a los cuatro elementos de la naturaleza: la tierra (la parte material la realidad que nos rodea), el agua (la vitalidad, el sentimiento, la emoción), el aire (la libertad, el sueño, la necesidad de socializar) y el fuego (la pasión, la voluntad, la sabiduría). Pese a que la ELA está presente cada vez de forma más insistente en su vida, Ramón no trata de sobrevivir, sino de vivir en plenitud. Desde su dura experiencia interior, brota un nuevo vitalismo y nos acerca a la naturaleza, a paisajes íntimos y también al terreno de la transformación social. Escribir poemas se convierte en él en la mejor manera de comunicar y de crear un mundo donde los sentimientos y las vivencias son la materia fundamental para enfrentarse a la vida
SanguijuELA fue presentado por el poeta Josep Maria Balbastre el 26 de julio en la Plaza Mayor de Rótova, el 21 de octubre se presentó en el Centro Social de Marchuquera y el 12 de diciembre de 2022 en la Biblioteca Central de Gandía.